# Baloise Ladies Tour
La BeNe Ladies Tour és una cursa ciclista femenina per etapes que es disputa anualment per les carreteres dels Països Baixos i Bèlgica. Creada el 2014, forma part del calendari de l'UCI.

## Palmarès
| Any  | Vencedora      | Segona           | Tercera             |         |
| ---- | -------------- | ---------------- | ------------------- | ------- |
| 2014 | Emma Johansson | Jolien D'Hoore   | Shara Gillow        |         |
| 2015 | Jolien D'Hoore | Floortje Mackaij | Elena Cecchini      |         |
| 2016 | Jolien D'Hoore | Floortje Mackaij | Élise Delzenne      |         |
| 2017 | Marianne Vos   | Alice Barnes     | Annette Edmondson   |         |
| 2018 | Marianne Vos   | Lisa Klein       | Katie Archibald     |         |
| 2019 | Lisa Klein     | Amy Pieters      | Marlen Reusser      |         |
| 2020 | suspesa        | suspesa          | suspesa             | suspesa |
| 2021 | Lisa Klein     | Mieke Kröger     | Anna Henderson      |         |
| 2022 | Ellen van Dijk | Lorena Wiebes    | Audrey Cordon-Ragot |         |
| 2023 | Lucinda Brand  | Emma Norsgaard   | Anna Henderson      |         |
| 2024 | Lorena Wiebes  | Pfeiffer Georgi  | Thalita de Jong     |         |
| 2025 |                |                  |                     |         |